# Posiadacz zależny
Posiadacz zależny – osoba, która faktycznie włada cudzą rzeczą jak użytkownik, najemca, dzierżawca, zastawnik itp. i jest podporządkowana właścicielowi lub posiadaczowi samoistnemu na podstawie stosunku prawnego uprawniającego go do władania rzeczą. Posiadacz zależny włada rzeczą zarówno we własnym imieniu i interesie (na podstawie np. umowy dzierżawy, najmu, itd.), ale także w interesie właściciela lub posiadacza samoistnego. Posiadaczowi zależnemu przysługuje roszczenia posesoryjne oraz ochrona własna i obrona konieczna z art. 343 kodeksu cywilnego. Posiadanie zależne nie może prowadzić do zasiedzenia prawa własności (inaczej w przypadku zasiedzenia służebności).